# Phelsuma inexpectata
Phelsuma inexpectata is een hagedis die behoort tot de gekko's. Het is een van de soorten madagaskardaggekko's uit het geslacht Phelsuma.

## Naam en indeling
De wetenschappelijke naam van de soort werd voor het eerst voorgesteld door Robert Friedrich Wilhelm Mertens in 1966. Oorspronkelijk werd de hagedis beschouwd als een ondersoort van Phelsuma ornata en werd de wetenschappelijke naam Phelsuma ornata inexpectata gebruikt.
De soortaanduiding inexpectata betekent vrij vertaald 'onverwacht'.

## Uiterlijke kenmerken
Phelsuma inexpectata bereikt een kopromplengte tot 5,8 centimeter en een totale lichaamslengte inclusief staart tot 13 cm. De hagedis heeft een groene kleur en heeft een duidelijke lichaamstekening zonder strepen. Het aantal schubbenrijen op het midden van het lichaam bedraagt 100 tot 103.

## Verspreiding en habitat

Verspreidingsgebied in het rood.

De soort komt voor in delen van Afrika en leeft endemisch op de eilandengroep Mascarenen. Hier is de hagedis aangetroffen in Mauritius op het eiland Réunion. De habitat bestaat uit droge tropische en subtropische scrublands. Ook in door de mens aangepaste streken zoals landelijke tuinen kan de hagedis worden gevonden. De soort is aangetroffen van zeeniveau tot op een hoogte van ongeveer 200meter boven zeeniveau.

## Beschermingsstatus
Door de internationale natuurbeschermingsorganisatie IUCN is de beschermingsstatus 'ernstig bedreigd' toegewezen (Critically Endangered of CR).